# Earl Slocum
Earl Anderson Slocum (Concord (Michigan), 17 juni 1902 – DeLand (Florida), 29 november 1994) was een Amerikaans componist, muziekpedagoog, dirigent en fluitist.

## Levensloop
Slocum slaagde in 1921 aan de openbare school in Albion (Michigan). Hij studeerde eerst ingenieurswetenschappen, maar wisselde later en studeerde schoolmuziek. Hij begon als muziekleraar in Detroit. Nadat hij met Beatrice Watson gehuwd was vertrokken zij naar Greensboro (North Carolina), waar hij als muziekleraar werkte aan het Women's College. Ook studeerde hij daar aan de Universiteit van Michigan in Ann Arbor, waar hij in 1931 zijn Bachelor of Music en in 1936 zijn Master of Music afrondde. 
In 1933 werd hij directeur en dirigent van de harmonieorkesten van 1933 tot 1956 en van het symfonieorkest van de Universiteit van North Carolina in Chapel Hill. In deze functie bleef hij actief tot hij in 1967 met pensioen ging. De familie vertrok naar DeLand, in Volusia County in Florida. Hier was hij adviseur van de Stetson School of Music.
Als componist, maar vooral als arrangeur was hij werkzaam voor het harmonieorkest. Van zijn composities is nog bekend de Swedish melody. Slocum werd in 1960 eredoctor van het Albion College. Vanaf 1942 was hij lid van de American Bandmasters Association (ABA). 
Earl Slocum overleed in 1994 op 92-jarige leeftijd. Hij is begraven in Albion (Michigan).

## Publicaties
- Frederick Swanson: Changing Voices, in: Music Educators Journal, Vol. 51, No. 5 (Apr. - May, 1965), pp. 29-30+136-137